# Willow Ufgood
Willow Ufgood est le personnage principal du film Willow réalisé par Ron Howard en 1988. Il apparaît dans les suites romanesques Les Chroniques de la Terre d'Ombre de 1995 à 1999 puis dans la série télévisée de Disney+ Willow prévue pour 2022. Il est incarné par l'acteur britannique Warwick Davis.

## Interprète
George Lucas commence à écrire l'histoire de Willow dès 1972. Le projet s'appelle alors Munchkins. En 1982, durant le tournage du Retour du Jedi, Lucas propose à Warwick Davis, qui joue le rôle de l'Ewok Wicket W. Warrick, d'interpréter le personnage de Willow Ufgood. Lucas estime approprié qu'une personne de petite taille ait le rôle principal car beaucoup de ses films traitent d'individus luttant contre le système et « c'est une interprétation plus littérale de cette idée » estime-t-il.
Pour ce rôle, Davis est nommé en 1990 pour le Saturn Award du meilleur jeune acteur. 
Il reprend son rôle dans la série télévisée de Disney+ Willow prévue pour 2022.

## Adaptations
Le personnage de Willow apparaît dans les trois jeux vidéo tirés du film. Un jeu d'action édité par Mindscape sort en 1988 sur Amiga, Atari ST, Commodore 64 et PC, alors que Capcom édite en 1989 deux jeux inspirés du film : un jeu de plates-formes pour jeu d'arcade et un jeu vidéo de rôle sur NES. Un jeu de société pour 2 à 6 joueurs créé par Greg Costikyan et publié par Tor Books est également sorti en 1988.
Il apparaît aussi dans l'adaptation en bandes dessinées par Marvel Comics en 1988.
Willow Ufgood apparaît mais n'est pas le personnage principal dans la trilogie littéraire de George Lucas et Chris Claremont Les Chroniques de la Terre d'Ombre publiée de 1995 à 1999. Il sert de protecteur à Elora Danan. Il a aussi changé de nom, baptisé par Sorsha et Madmartigan : Thorn Drumheller.
Le 10 décembre 2020, Lucasfilm annonce qu'une série télévisée Willow verra le jour sur Disney+ en 2022. 